# Laphystia francoisi
Laphystia francoisi là một loài ruồi trong họ Asilidae. Laphystia francoisi được Janssens miêu tả năm 1966. Loài này phân bố ở vùng Cổ Bắc giới.